# 殷森德
殷森德（殷约翰，1829年10月10日—1904年11月28日），英国循道公会（圣道堂，English Methodist new connexion mission）在华先锋传教士，他是基督教会在天津最早（第一个）的传道人，在中国传教37年，参与创建了驰名中外的利顺德饭店。

## 生平
1829年10月10日，殷森德出生于英国谢菲尔德，16岁时成为磨床工，通过上夜校来弥补缺乏正规教育的不足。他加入了循道公会(Methodist New Connexion)，成了牧师，搬到了泽西岛。于1856年与简结婚。
1860年第二次鸦片战争结束后，中国向基督教传教士开放。1860年，殷森德和郝韪廉（William Nelthorpe Hall）受圣道堂差遣，前往中国传教，先在上海立足。1861年4月4日，他从上海到达天津，住在天津老城的中心仓门口附近，和美国公理会的白汉理住一起，同时努力学习汉语。殷德森师母和郝韙廉也在5月19日和9月2日先后来到天津。9月22日，殷德森的女儿安妮（Annie）出生，她是在天津出生的第一个英国侨民，也是第一个在领事馆登记的英国侨民。起初，他们服务当地的英国人，主要是驻军。举行宗教仪式和做礼拜的场所屡次变更，后来，在查理·喬治·戈登的帮助下，在天后宫建立了圣道堂。不久英国驻军撤退，礼拜迁往当时还很偏僻荒凉的天津法租界，先设在紫竹林寺庙（今营口道、吉林路口东北角）附近的马车行，英国侨民将紫竹林寺称为“查令十字庙”（Charing Cross Temple）。不久迁入伦敦会理一视牧师（Rev. J. Lees）的家中，位于海大道东侧，紫竹林与马家口之间，对面就是一望无际的荒郊。
天津的英国侨民募集到可观的善款，用于建造一所哥特式风格的教堂，不分教派，即“老合众会堂”（Union Church）。1864年8月14日，殷森德牧师为新教堂剪彩。这是天津租界第一座重要建筑，也是华北第一座英国侨民教堂。长38英尺，钟楼高45英尺。1890年，圣公会单独建造了自己的诸圣堂，大部分圣公会信徒离开了合众会堂。然而由于天津的快速发展，老合众会堂还是不敷使用。1896年7月5日，新合众会堂开幕，这是一座漂亮的哥特式建筑，拥有高耸的尖顶，座位比老合众会堂多两倍。新合众会堂位于天津英租界的扩充界（British Municipal Extension）内，戈登道（今湖北路）与巴克斯道（今保定道）的转角处，这是一个新兴的住宅区。老合众会堂则交给中国信徒使用。
1866年初，殷德森在天津城外繁华的商业区宫北大街租了一个茶叶店，设立宫北教堂。1870年6月21日，天津教案时天津的八个教堂遭到洗劫和摧毁，宫北教堂也在其中，牧师被杀，重建后信徒恢复到86人。1900年，宫北教堂再次被义和团夷为平地，以后未再恢复。
1897年3月22日，68岁的殷森德回到英国，当选为故乡谢菲尔德的议会主席，后定居诺丁汉。1904年11月28日，殷森德在森林山（Forest Hill）因肺炎去世，享年75岁。